# آلفرد بینه
آلفرد بینه (به فرانسوی: Alfred Binet) زادهٔ ۸ ژوئیه ۱۸۵۷، درگذشت ۱۸ اکتبر ۱۹۱۱) روان‌شناس فرانسوی بود که توانست نخستین آزمون کاربردی بهره هوشی را به نام آزمون بینه-سیمون پیشنهاد کند بینه بر روی کودکان و نوجوانان بازهٔ سنی ۳ تا ۱۸ سال بسیار پژوهش کرد و پیش از مرگش نسخهٔ سومی از مقیاس بینه-سیمون منتشر کرد. تئودور سیمون همکار بینه در تهیه آزمون بهره هوشی بود آنها در ۱۹۰۸ و ۱۹۱۱ دو نسخهٔ دیگر از آزمون ارائه دادند.
آلفرد بینه نخستین روانشناسی بود که عبارت یادگارخواهی را برای توصیف کسانی که به اجسام غیرانسانی مانند لباس تمایل جنسی دارند، پیشنهاد کرد.

## افتخارات پس از مرگ
بسیاری پس از مرگ او از او قدردانی کردند اما دو گروه از همه مهم ترند، نخست جامعهٔ آزاد روانشناسی کودکان بود که در ۱۹۱۷ نام خود را به جامعهٔ آلفرد بینه تغییر داد و دوم مجلهٔ ساینس ۸۴ بود که در سال ۱۹۸۴، مقیاس بینه-سیمون را یکی از بزرگترین پیشرفت‌های بشری در سدهٔ بیستم معرفی کرد.